# Norrbotten (hạt)
Hạt Norrbotten (Norrbottens län) là một hạt hay län ở cực bắc Thụy Điển. Hạt này giáp các hạt: Västerbotten (hạt) và vịnh Bothnia. Hạt này cũng giáp Nordland và Troms ở Na Uy, và tỉnh Lapland ở Phần Lan.
Tên Norrbotten cũng được dùng cho một tỉnh Thụy Điển có cùng tên. Tỉnh này chỉ nằm một phần đông của hạt Norrbotten.

## Các tỉnh
Norrbotten và 2/3 diện tích Lapland Thụy Điển.

## Địa lý
Hạt Norrbotten chiếm 1/4 diện tích Thụy Điển và có dân cư thưa thót. Các con sông chính ở hạt Norrbotten gồm: sông Torne, sông Lule, sông Kalix và sông Pite. Các con sông chung với hạt Västerbotten gồm sông Skellefte và sông Ume. Các con sông khách chảy thẳng ra biển và dài ít nhất 100 km là sông Sangis, sông Råne, sông Åby và sông Byske.

## Các đô thị
Từ bắc đến năm với dân số theo số liệu năm 2002.
Ở tỉnh Norrbotten:
- Pajala (7.000)
- Övertorneå (5.500)
- Överkalix (4.000)
- Boden (28.000)
- Kalix (17.500)
- Haparanda (10.000)
- Älvsbyn (8.500)
- Luleå (75.500)
- Piteå (40.500)

Ở tỉnh Lapland:
- Kiruna (23.500)
- Gällivare (19.500)
- Jokkmokk (5.500)
- Arjeplog (3.200)
- Arvidsjaur (7.000)